# Trochopsammia togata
Espèce
Statut CITES
Trochopsammia togata est une espèce de coraux appartenant à la famille des Dendrophylliidae.